# Os Normais - O Filme
Os Normais - O Filme é um filme longa-metragem brasileiro de comédia lançado em 24 de outubro 2003, inspirado na série de televisão de mesmo nome. O filme é dirigido por José Alvarenga Júnior, com roteiro assinado por Alexandre Machado e Fernanda Young e produção executiva de Eduardo Figueira. A produção, protagonizada por Fernanda Torres e Luiz Fernando Guimarães, conta a história de como o casal Rui e Vani se conheceram. 
Na semana de estreia, o filme teve mais de um milhão de espectadores e ao todo foram quase de 3 milhões de pessoas, figurando assim como a terceira maior bilheteria do cinema nacional em 2003 e o quadragésimo terceiro filme mais assistido no Brasil até o final de 2011.

## Sinopse
O filme começa com o casal Vani e Rui vestidos de noivos, amanhecendo o dia próximo a um cais no centro do Rio de Janeiro. Logo a seguir, Rui deixa sua companheira embarcando num navio e vai embora. Mas Vani vai atrás dele, pois o navio ainda demorará duas horas para partir. Ela pede para ficar com ele essas duas horas. Sem saber o que fazer, o casal resolve voltar à igreja para tentar anular o casamento de ambos horas antes. O padre se nega, pois acha que os dois estão apaixonados. Mas, para sua surpresa, a noiva e o noivo lhes dizem que não é o casamento de um com o outro que eles querem anular, mas sim o casamento com outros parceiros. A explicação é dada num "mini flash back gigante", mostrado na seqüência.
Assim, fica-se sabendo quando Vani e Rui se encontraram pela primeira vez. E como eles se casaram rapidamente com Sérgio e Marta, e como foram enganados pelos respectivos parceiros.

## Elenco
- Fernanda Torres como Vani
- Luiz Fernando Guimarães como Rui
- Marisa Orth como Marta
- Evandro Mesquita como Sérgio
- Emílio Pitta como Padre Alencar
- Tutuca como Pai de Marta
- Lupe Gigliotti como Mãe de Sérgio
- Fabiana Gugli como Prima de Vani
- Ana Baird como Ângela
- Mário Schoemberger como Oficial do navio

## Recepção crítica
| Críticas profissionais | Críticas profissionais |
| Avaliações da crítica  | Avaliações da crítica  |
| Fonte                  | Avaliação              |
| ---------------------- | ---------------------- |
| Cineplayers            | 5 de 5 estrelas.       |
| Cinepop                | 3 de 5 estrelas.       |
| Omelete                | (mista)                |

O filme Os Normais agradou a crítica especializada em geral, tendo sido descrito como uma "surpresa positiva" daquele ano (2003), além de ter "graça, simpatia, boa direção e muito humor". Em artigo publicado na edição online da Revista Veja, o filme figura entre os "cinquenta cariocas que se destacaram em 2003", com ênfase para atuação dos protagonista do longa:  Luiz Fernando Guimarães e Fernanda Torres.
Érico Borgo, editor do portal de entretenimento Omelete, afirmou que no início o filme "causa estranheza", pelo fato de o público estar acostumado a "a ver Rui e Vani na intimidade" e não como dois desconhecidos como é retratado no começo da obra. O redator encerra o texto dizendo que o resultado é "interessante" e que o filme é realmente engraçado.
Andrea Don, do site CinePop, criticou a carência de um "tratamento mais cinematográfico" na produção, afirmando também que a medida que o filme vai acontecendo as cenas engraçadas vão se perdendo.

## Principais prêmios e indicações
Festival de Cinema Brasileiro de Miami (BraFF of Miami)
- Best Movie Public Prize - melhor filme por voto popular no 8º festival.
- Media Award - prêmio de crítica